# جنيفر مارتينز
جنيفر مارتينز هي مجدفة كندية، ولدت في 31 يناير 1989 في تورونتو في كندا.

## وصلات خارجية
- جنيفر مارتينز على موقع الاتحاد الدولي للتجديف (الإنجليزية)
- جنيفر مارتينز على موقع اللجنة الأولمبية الدولية (الإنجليزية)
- جنيفر مارتينز على موقع أوليمبيديا (الإنجليزية)
- جنيفر مارتينز على موقع اللجنة الأولمبية الكندية (الإنجليزية)